# Conoidea
Conoidea — надродина черевоногих молюсків (Gastropoda). Багато представників надродини мають радулу з отруйними залозами.

## Класифікація
Чинна класифікація Буше і Рокруа (2005):
- Родина Borsoniidae
- Родина Cochlespiridae
- Родина Conidae Rafinesque, 1815
- Родина Conorbidae
- Родина Clathurellidae
- Родина Clavatulidae
- Родина Drilliidae
- Родина Horaiclavidae
- Родина Mangeliidae
- Родина Mitromorphidae
- Родина Pseudomelatomidae
- Родина Raphitomidae
- Родина Strictispiridae
- Родина Terebridae Mörch, 1852
- Родина Turridae Swainson, 1840